# Перельштейн, Исай Яковлевич
Перельштейн Исай Яковлевич (1935—2022) — советский инженер промышленого строительства, изобретатель способа возведения армоцементных оболочек

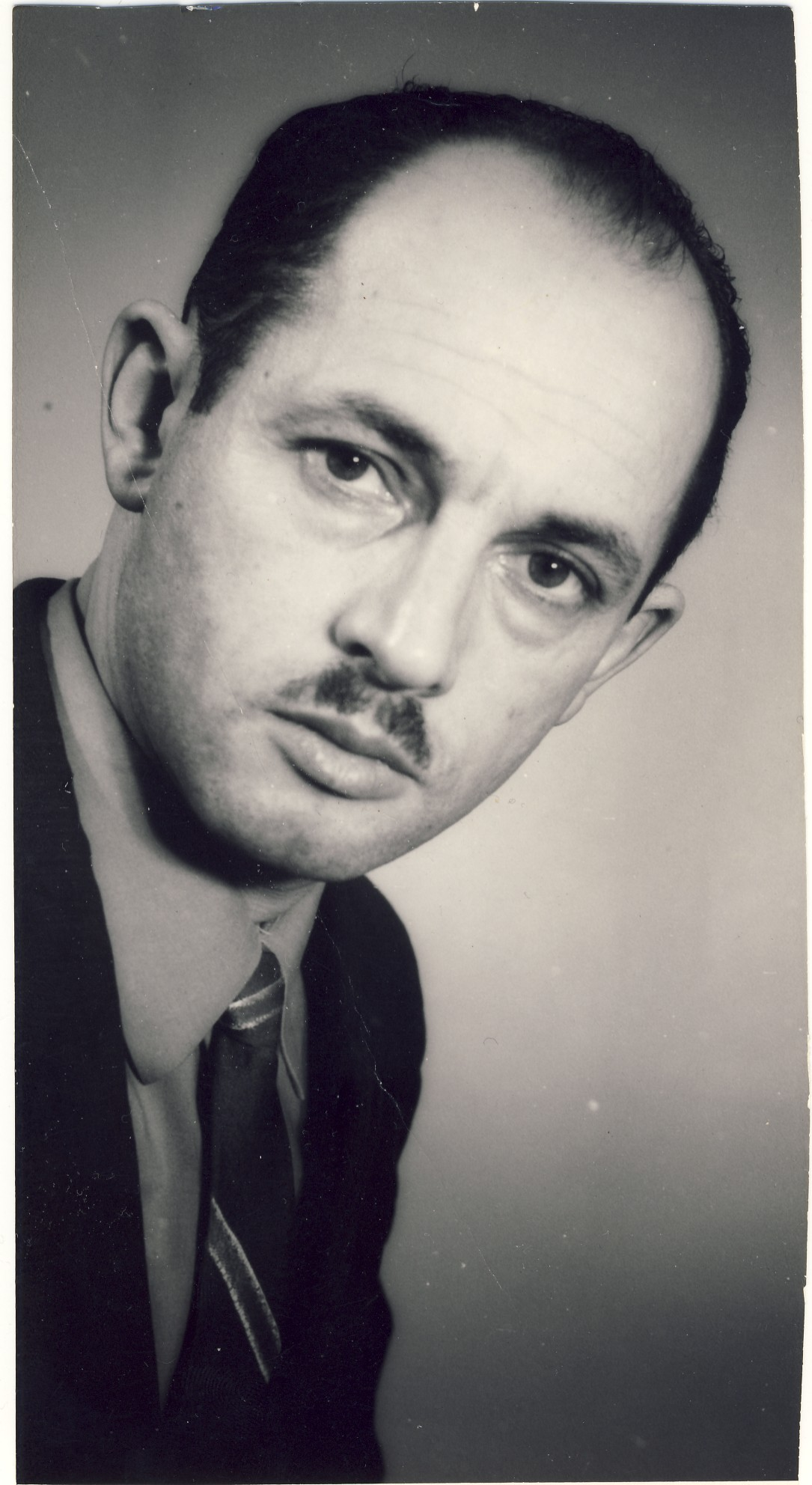

Неоднократно награждался грамотами и получал благодарности за ударный труд и рацпредложения.
С 1993 по 2022 год жил в Израиле.

## Биография
Перельштейн Исай Яковлевич родился 19 июля 1935 года в г. Житомир. Отец, Перельштейн Яков Ефимович, кадровый военный, командир Красной Армии. В 1941 году в первый день войны ушел на фронт, вернулся в 1945. В январе 1953 был аресторван "за сионистскую пропаганду" (сказал в компании друзей, что евреи имеют право на свое государство). После смерти Сталина и многочисленных обращений к Берии был освобожден в мае 1953, и по его просьбе был переведен в Уралский военный округ, там демобилизовался. Работал на Уралмашзаводе заместителем начальника отдела оборудования. Умер от инфаркта в 1972 году. Мать Перельштейн(Сигал) Нехама Мошковна, машинистка НКВД. В эвакуации- машинистка в военном госпитале.
В самые первые дни Великой Отечественной войны Исай с его матерью были эвакуированы сначала в Киев, а через несколько дней в Чкалов (Оренбург), где жил в районе Форштадт.
В 1944 году семьи эвакуированных были возвращены обратно в Житомир.
В 1950 году переехали в Прикарпатский Военный округ, куда его отец был переведен на должность парторга полка десантной дивизии.
Закончил школу в 1953 году, посещал аэроклуб.
Поступил в Новосибирский институт военных инженеров транспорта, где проучился два семестра. После принятия решения министерства обороны о том, что институт будет передан в министерство путей сообщения, Исай перешел учиться на второй курс Уральского Политехнического института им.Кирова в г.Свердловск, где жили его родители. В то время в этом же институте на пятом курсе учился Б.Н.Ельцин,
В 1958 году после защиты диплома по специальности "Промышленное и гражданское строительство" был направлен на строительство машиностроительного завода на должность мастера. Позже вырос до прораба, начальника участка, главного инженера управления.
В 1971 году с отличием окончил аспирантуру. Занимался разработкой строительства зданий, устойчивых к землетрясениям, получил патент Государственного Комитета по делам изобретений. По его технологии был построен ряд зданий.
В 1977 году переехал в Нижневартовск, работал заместителем управляющего треста"Нижневартовскстроймеханизация".
В 1983 году вернулся в Свердловск, на должность сначала заместителя, а затем первого заместителя начальника производственного управления Главсредуралстроя.
Был командирован на строительство газоперерабатывающей станции Уренгой-Центр 2, где работал начальником пускового комплекса станции.
Затем по запросу Минтяжстроя СССР был командирован в Индию в качестве консультанта по доменным печам на строительство металлургического комбината на берегу Бенгальского залива. Проработал там почти три года, за это время кроме работы успел при помощи своей супруги создать в колонии советских специалистов
театральную труппу и поставил в качестве режиссера несколько спектаклей.
По окончании командировки в 1990 году вернулся в Свердловск на должность генерального директора фирмы объединенных предприятий Уралпневмострой.
В марте 1993 года репатриировался с женой и семьей дочери на постоянное жительство в Израиль.
Принимал активное участие в деятельности репатриантских партий, сначала "Исраэль бэ алия", а затем "Наш дом Израиль"
Скончался 15 января 2022 года в г.Йокнеам, Израиль.

## Патент
Сущность изобретения: способ возведения армоцементных оболочек включает изготовление фундамента, закрепление на нём пневмоопалубки, создание и поддержание в опалубке избыточного давления, крепление арматуры на опалубке и нанесение бетонной смеси набрызгом, снятие избыточного давления и отделение опалубки, причём нанесение смеси ведут, начиная от фундамента, по спирали с частичным перекрытием витков спирали и под углом 45.